# Wetscheweller Mühle
Die Wetscheweller Mühle war eine Wassermühle mit einem unterschlächtigen Wasserrad am Oberlauf der Niers im Mönchengladbacher Stadtteil Wickrath im Regierungsbezirk Düsseldorf.

## Geographie
Die Wetscheweller Mühle hatte ihren Standort am östlichen Ufer der Niers, an der Odenkirchener Straße, im Mönchengladbacher Stadtteil Wickrath. Oberhalb befand sich die Papiermühle Wickrath, unterhalb die Güdderather Mühle. Das Gelände, auf dem das Mühlengebäude steht, liegt auf einer Höhe von 62 m ü. NN.

## Gewässer
Die Niers (GEWKZ 286) in ihrem alten Flussbett versorgte bis zur Flussbegradigung über Jahrhunderte zahlreiche Mühlen mit Wasser. Die Niers entspringt in Kuckum, einem Ortsteil der Stadt Erkelenz. Bis zur Mündung in die Maas bei Gennep (Niederlande) hat die Niers eine Gesamtlänge von 117,668 Kilometer und ein Gesamteinzugsgebiet von 1.380,630 Kilometer2. Die Quelle liegt bei 73 m ü. NN, die Mündung bei 9 m ü. NN. Die Pflege und der Unterhalt des Gewässers obliegt dem Niersverband.

## Geschichte
Zwischen den Stadtteilen Wickrath und Odenkirchen befand sich die alte Honschaft Wetschewell, die von der Herrschaftsgrenze durchschnitten wurde. Auf der Wickrather Seite lag die Wetscheweller Mühle, die zum Schloss Wickrath gehörte. 1483 wurde die Mühle erstmals als oelichsmolen (Ölmühle) erwähnt. In späterer Zeit wurden zwei Mahlgänge für Getreide hinzugefügt, die wechselseitig genutzt werden konnten. Durch Pächter- und Besitzerwechsel änderte sich auch der Name der Mühle. Aus der Zeit um 1782 ist die Bezeichnung Sommers Mühle bekannt, um 1830 trug die Mühle den Namen Klammermühle. Zwischen 1878 und 1880 wurde der Mahlbetrieb eingestellt. Aus der Mühle wurde eine Kaffeerösterei, die auch nach Kriegszerstörung wieder aufgebaut und weiterbetrieben wurde. Der Mühlenstau wurde 1951/52 während der Niersregulierung entfernt. Heute steht am ehemaligen Standort der Mühle ein Wohn- und Geschäftshaus.

## Galerie

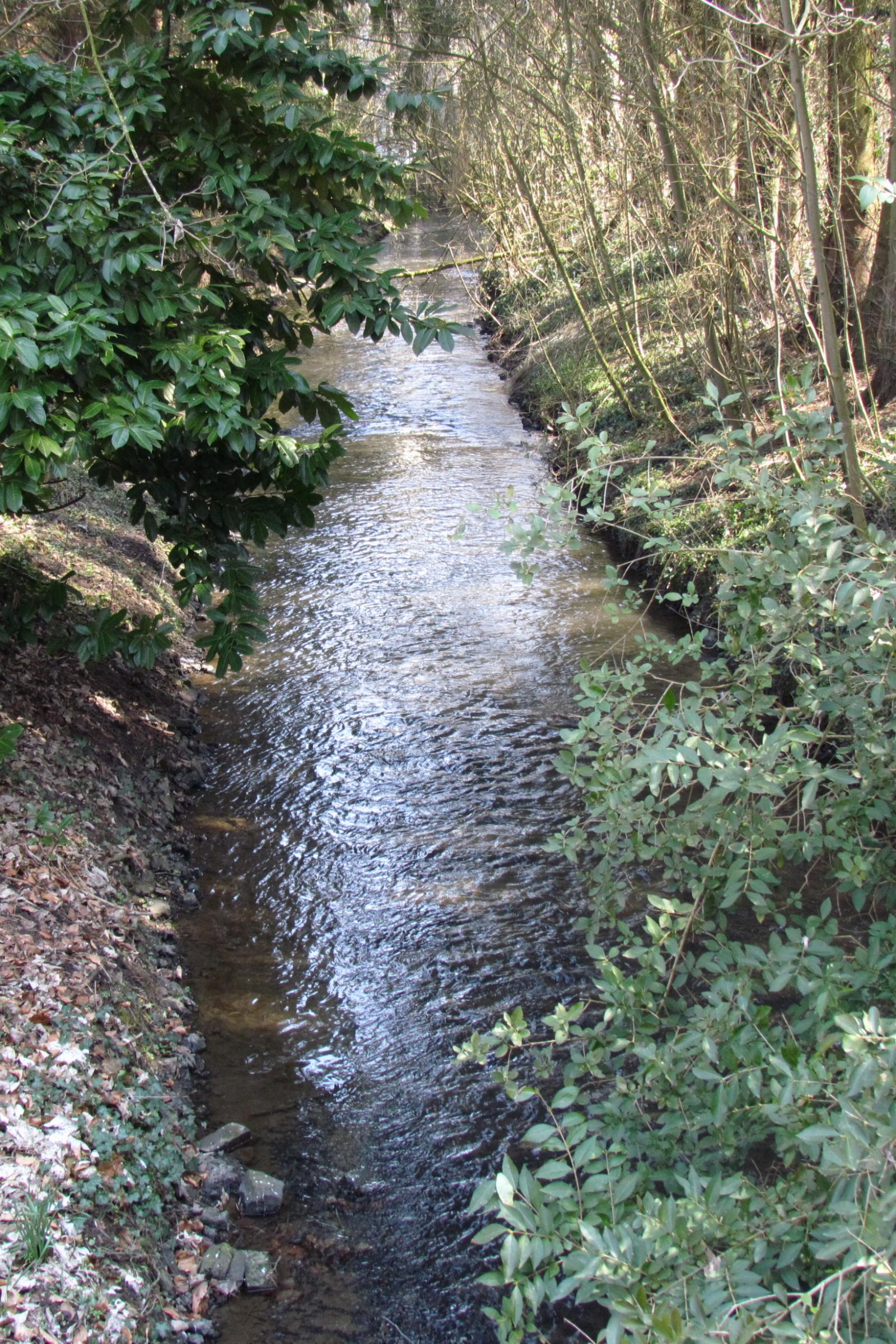
Der Niersverlauf in Wetschewell
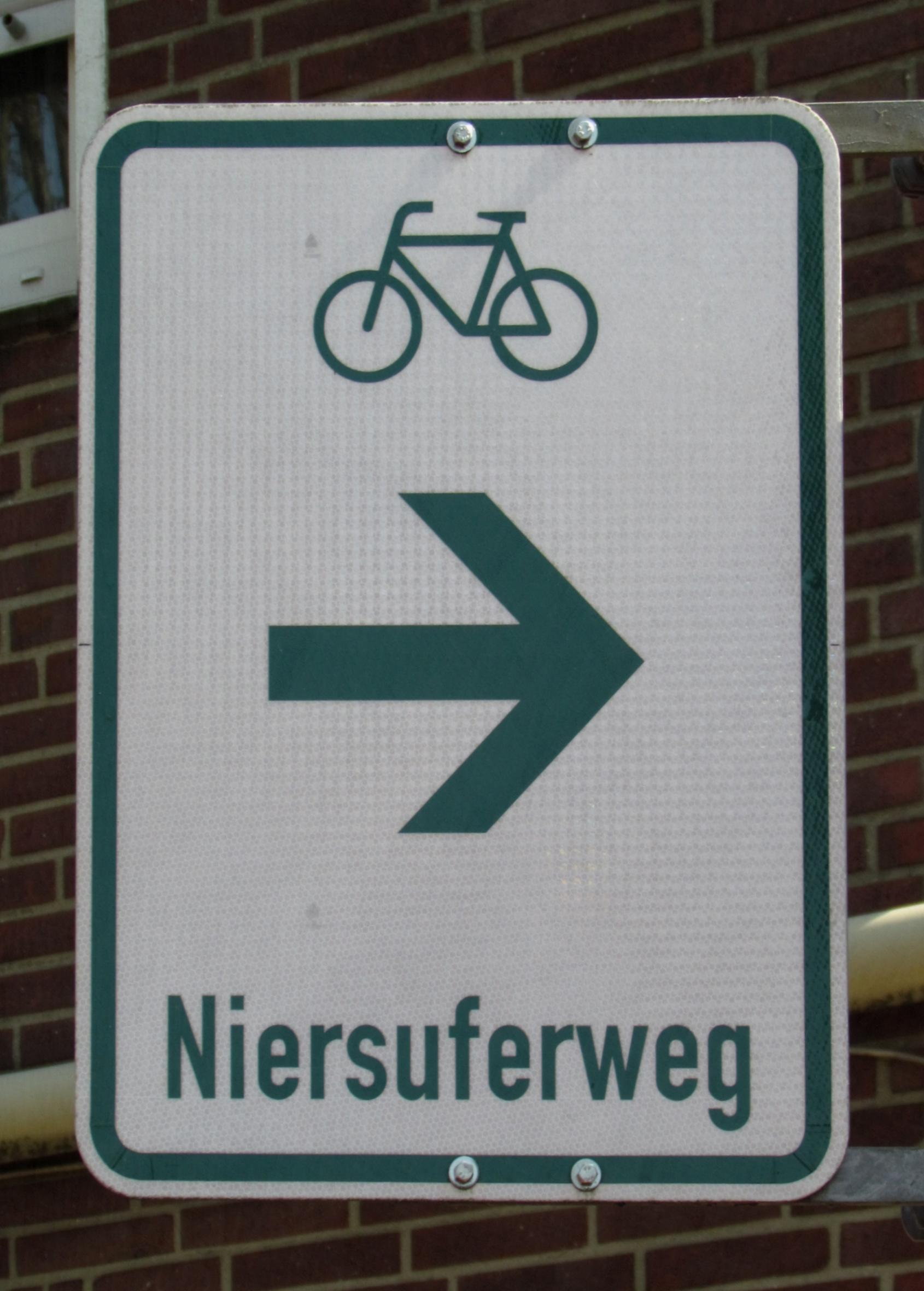
Hinweisschild zum Niersuferweg
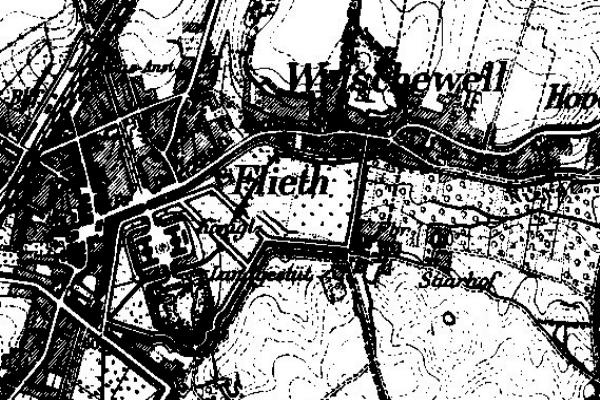
Wetschewell auf der Karte Neuaufnahme von 1912
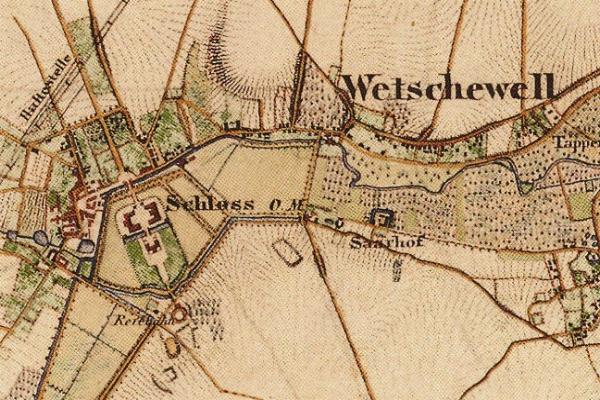
Die Ortslage Wetschewell auf der Urkatasterkarte von 1846
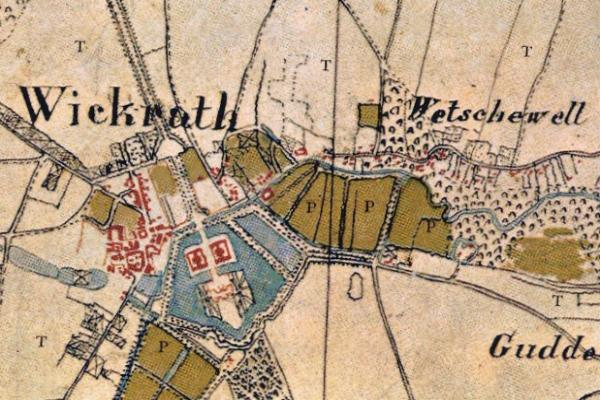
Die Honschaft Wetschewell auf der Tranchotkarte 1803–1820